# Liste de journaux en Turquie
Ceci est une liste de journaux turcs.

## Titres historiques
Le premier périodique connu dans l'Empire ottoman est le Bulletin des Nouvelles (renommé un an plus tard Gazette de Constantinople), imprimé en septembre 1795 à l'ambassade de France de Constantinople  à l'initiative de l'ambassadeur Raymond de Verninac-Saint-Maur,,.

## Quotidiens nationaux
| Titre        | Prix unitaire en livres turques | Tirage  |
| ------------ | ------------------------------- | ------- |
| Zaman        | 0,75                            | 632 800 |
| Hürriyet     | 0,75                            | 361 641 |
| Sözcü        | 0,75                            | 350 496 |
| Posta        | 0,60                            | 335 750 |
| Sabah        | 0,75                            | 310 898 |
| Fotomaç      | 0,75                            | 184 543 |
| Habertürk    | 0,75                            | 180 499 |
| Türkiye      | 0,75                            | 151 062 |
| Milliyet     | 0,75                            | 143 229 |
| Fanatik      | 0,75                            | 129 701 |
| Takvim       | 0,50                            | 116 739 |
| Yenişafak    | 0,75                            | 109 097 |
| Bugün        | 0,75                            | 108 637 |
| Güneş        | 0,50                            | 105 478 |
| Star         | 0,50                            | 104 853 |
| Vatan        | 0,75                            | 103 459 |
| Akşam        | 0,50                            | 103 374 |
| Meydan       | 0,50                            | 101 478 |
| Cumhuriyet   | 1,50                            | 52 404  |
| Aydınlık     | 1,00                            | 52 272  |
| Taraf        | 0,75                            | 52 150  |
| Yeniçağ      | 0,75                            | 51 585  |
| Yeni Asya    | 1,00                            | 50 949  |
| Amk          | 0,50                            | 48 720  |
| Millet       | 0,25                            | 38 516  |
| Yeni Akit    | 0,75                            | 31 955  |
| Milli Gazete | 0,70                            | 30 798  |
| Şok          | 0,75                            | 25 491  |

Des réserves ont été émises par le site d'information en ligne soL Haber sur la déclaration du titre Zaman (titre proche du mouvement Gülen et détenu par la holding Feza Gazetecilik). Début mai 2011 le rapport officiel de tirage indiquait une diffusion payée totale d'un peu plus d'un million d'unités, alors que la vente au guichet représentait 22 434 unités. Les 97,7% restant sont déclarés comme « vente aux abonnés », un chiffre éloigné de la réalité selon soL Haber, et qui désigne selon lui une diffusion gratuite, quotidienne, permanente, informelle et en grandes quantités notamment dans des lieux publics : commissariats, écoles, lycées, immeubles, concessionnaires automobiles etc.

## Autres titres

### Journaux en langues étrangères
- Hürriyet Daily News
- Daily Sabah
- Aujourd'hui La Turquie

### Journal économique
- Dünya (journal)

### A classer
- Gunboyu gazetesi